# Chan Li-yun
Chan Li-yun (詹麗雲T, Zhān LìyúnP; 24 febbraio 1973) è un'ex cestista taiwanese.

## Carriera
Con Taiwan ha disputato i Campionati mondiali del 1994.